# Језичак
Код дрвених дувачких инструмената еластично тело чије треперење, под приливом сабијеног ваздуха, ствара звучне вибрације. Могу да га чине истањени листићи трске, и то два, на једном крају заједно увезана, док је други слободан за треперење (тзв. двоструки језичак - као код обое, фагота, зурле итд.) или само један листић, положен преко улазног отвора цеви и такође увезан или причвршћен обручем на доњем крају (тзв. прост или једноструки језичак - код кларинета или саксофона).
Језичак може да буде и металан, као код редовне хармонике или код усне хармонике, а такође и код хармонијума и неких оргуљских свирала. 
Код лимених дувача улогу језичка имају саме усне свирача, као еластично живо ткиво (тзв. опнени језичак).
Најзад, језичак може да буде и ваздушни, који се јавња код флауте, фруле и сродних инструмената, где се образује на улазном отвору цеви (флаута) или на прорезу (тзв. гласници) испод отвора (блок-флаута, фрула), а до треперења долази услед дељења ваздушног млаза на тзв. усни (одатле и назив лабијални инструменти [лат. labea = усна]. Неке од свирала на оргуљама, осим већ описаног, дејствују и на овај начин.